# Hostovice (Repubblica Ceca)
Hostovice è un villaggio della Repubblica Ceca facente parte del distretto di Pardubice nell'omonima regione.

## Storia
Il primo riferimento scritto al villaggio si ha nel 1244.